# Dicranomyia longipennis
Dicranomyia longipennis là một loài ruồi trong họ Limoniidae. Chúng phân bố ở khu vực sinh thái Cổ Bắc Cực.